# Platypalpus diversipes
Platypalpus diversipes är en tvåvingeart som beskrevs av Daniel William Coquillett 1900. Platypalpus diversipes ingår i släktet Platypalpus och familjen puckeldansflugor.
Artens utbredningsområde är Alaska. Inga underarter finns listade i Catalogue of Life.